# Săcueni
Săcueni (Hongaars: Székelyhíd) is een stad (oraș) in het Roemeense district Bihor. De stad telt 11.113 inwoners (2011), daarvan waren er 9.825 Hongaar (88%). Het is de grootste stad en gemeente van de etnisch Hongaarse regio Érmellék.

## Bevolkingssamenstelling van de stad en dorpen in de gemeente
De gemeente bestaat uit de stad en dorpen:
- Săcueni (Székelyhíd) 7075 inwoners (5066 Hongaren)
- Cadea (Kágya) 1095 inwoners (830 Hongaren)
- Ciocaia (Csokaly) 931 inwoners (846 Hongaren)
- Cubulcut (Érköbölkút) 939 inwoners (673 Hongaren)
- Olosig (Érolaszi) 543 inwoners (468 Hongaren)
- Sânnicolau de Munte (Hegyközszentmiklós) 943 inwoners (709 Hongaren)

## Afbeeldingengalerij

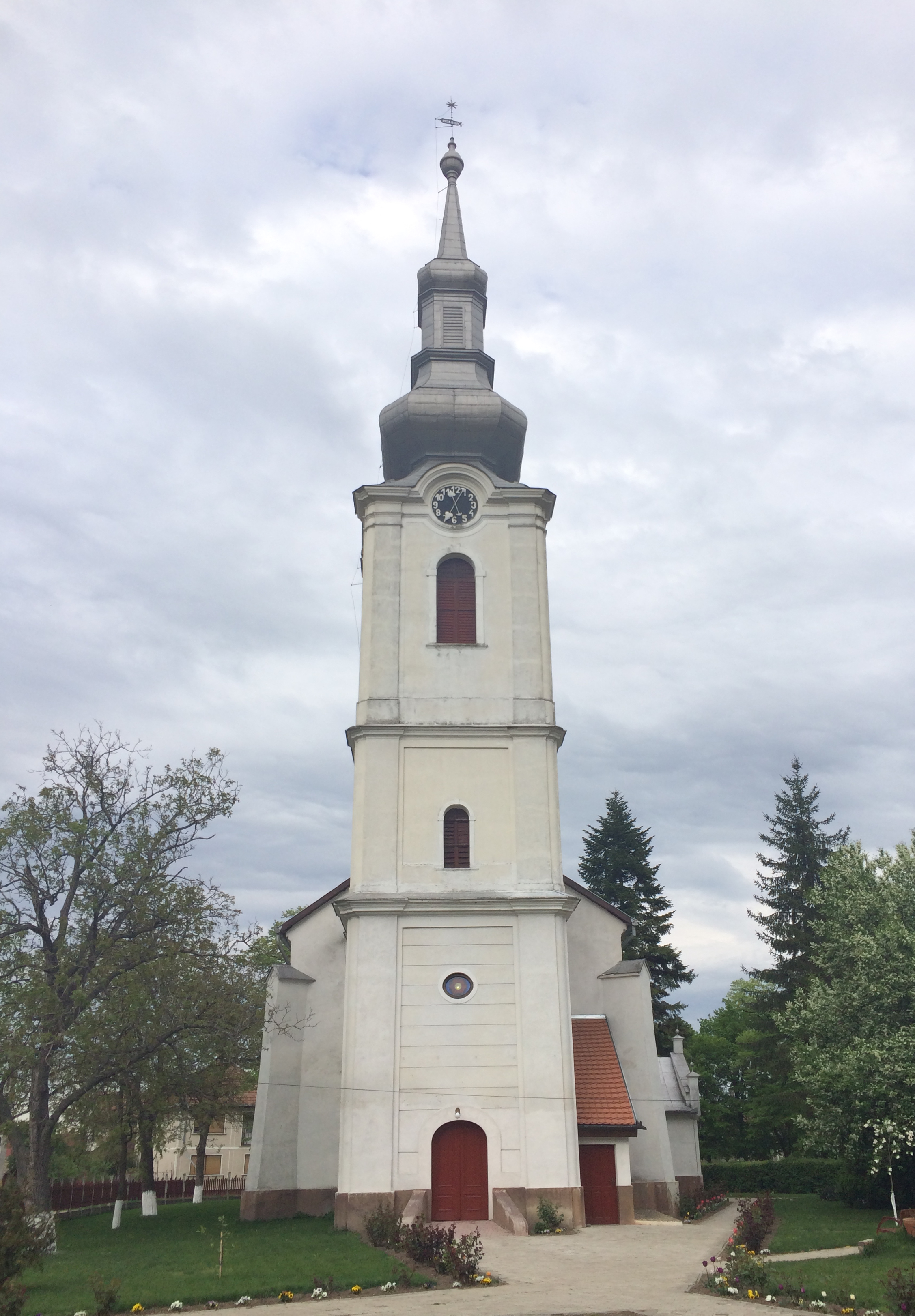
Hervormde kerk in Săcueni
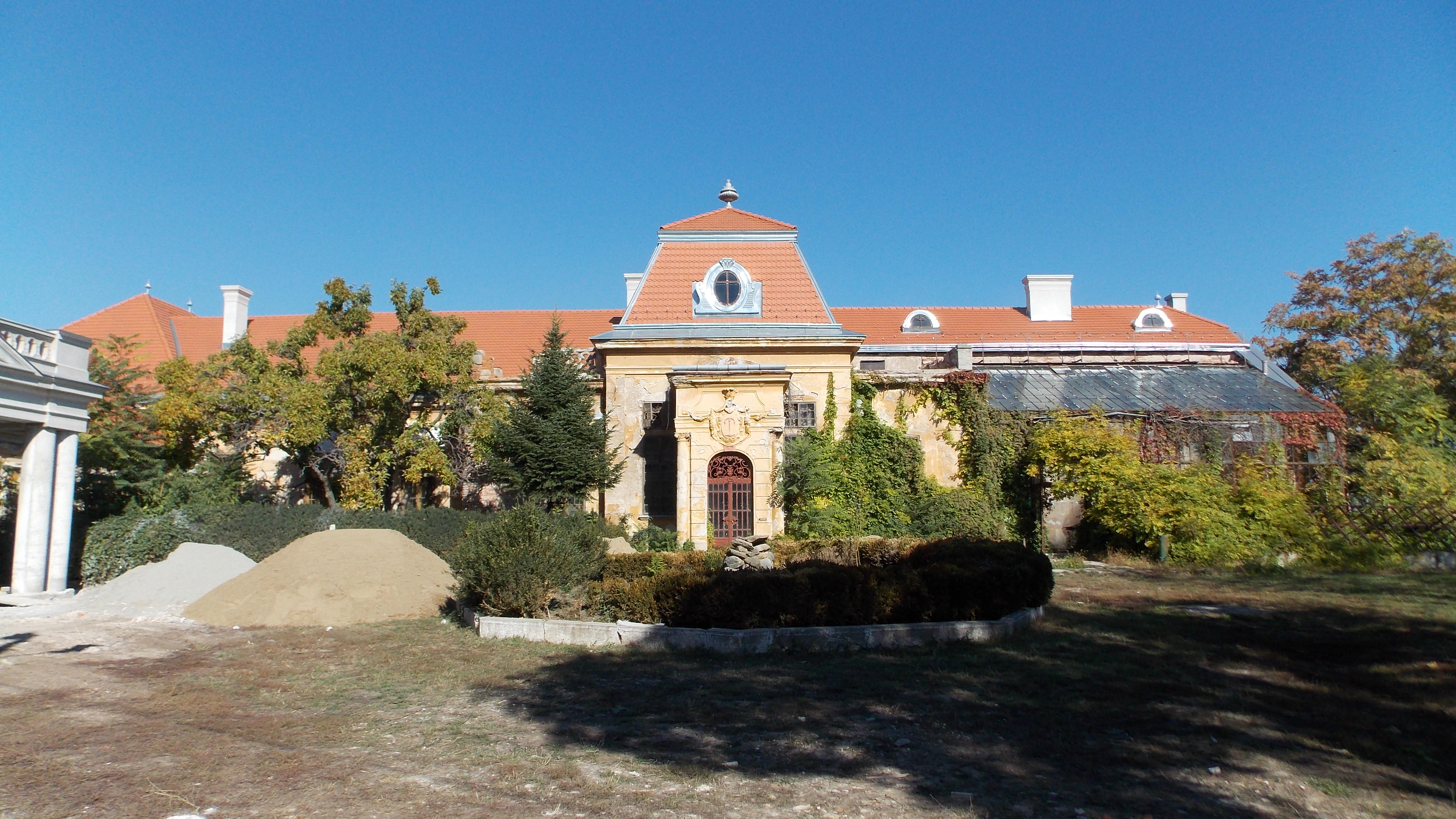
Voorgevel van het Stubenberg kasteel
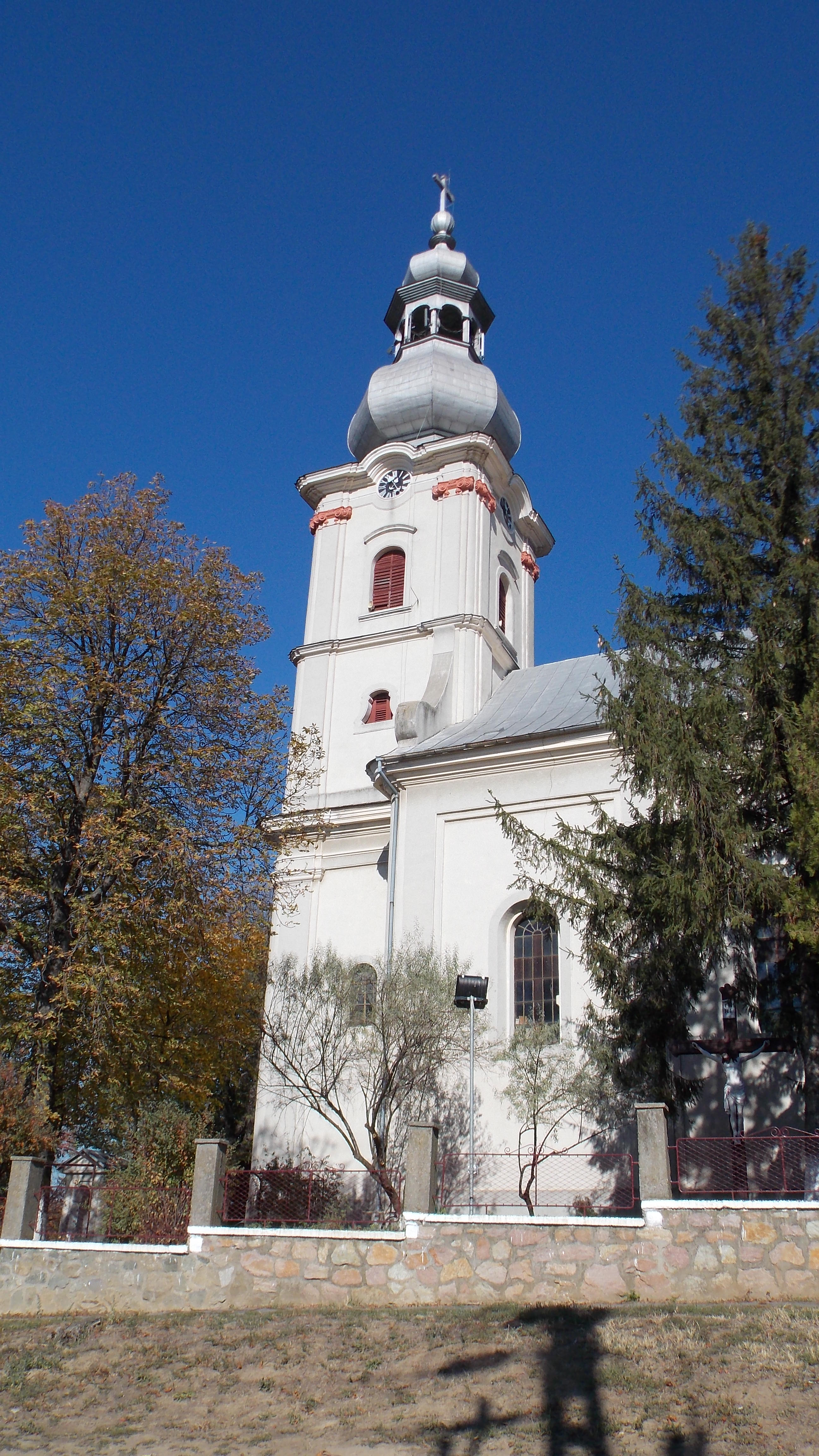
Rooms Katholieke kerk

Steden met gemeentestatus: Aleșd · Marghita · Oradea · Salonta

Steden zonder gemeentestatus: Beiuș · Nucet · Săcueni · Ștei · Valea lui Mihai · Vașcău